# Juan Pablo II (estación de TransMiCable)
La estación Juan Pablo II, hace parte del sistema de transporte de cable aéreo de Bogotá llamado TransMiCable que se inauguró en el año 2018.

## Ubicación
La estación está ubicada en el sector sur de la ciudad, más específicamente sobre la Calle 67C Sur con Carrera 18R. Se accede a ella directamente desde el espacio público a su alrededor.
Atiende la demanda de los barrios Juan Pablo II, Sumapaz, Compartir y Gibraltar.
En las cercanías está la iglesia María Reina de los Apóstoles, el colegio Santa Bárbara y el hospital Vista Hermosa.

## Origen del nombre
La estación recibe su nombre del barrio en el cual se encuentra ubicada.

## Historia
El 12 de septiembre de 2016 se inició oficialmente la construcción de la línea de TransMiCable en la localidad de Ciudad Bolívar de la cual hace parte la estación Juan Pablo II. Luego de realizar varias pruebas, la estación entró en funcionamiento el 27 de diciembre de 2018 de forma gratuita para algunos habitantes del sector, dos días después inició su funcionamiento comercial.

## Servicios de la estación
| Tipo                    | Línea | Longitud | Terminales                  | Número de estaciones | Tipo de estación       | Flota       |
| ----------------------- | ----- | -------- | --------------------------- | -------------------- | ---------------------- | ----------- |
| Cable aéreo Todo el día | T     | 3,34 km  | Tunal - Mirador del Paraíso | 4                    | 2 a nivel y 2 elevadas | 163 cabinas |

### Servicios urbanos
Así mismo funcionan las siguientes rutas urbanas del SITP en los costados externos a la estación, circulando por la calle 67A sur, con posibilidad de trasbordo usando la tarjeta TuLlave:
| Código | Sector              | Dirección           | Rutas    |
| ------ | ------------------- | ------------------- | -------- |
| 294A11 | H Br. Juan Pablo II | CL 67C Sur - KR 18P | H638 P39 |
| 293A11 | H Br. Juan Pablo II | CL 67C Sur - KR 18P | H638     |

## Ubicación geográfica
| Noroeste: Ciudad Bolívar | Norte: Ciudad Bolívar | Nordeste: T H Portal Tunal |
| Oeste: Ciudad Bolívar    |                       | Este: Hospital de Meissen  |
| Suroeste: T Manitas      | Sur: Ciudad Bolívar   | Sureste: Ciudad Bolívar    |